# Лоуер Ален (Пенсилванија)
Лоуер Ален (енгл. Lower Allen) насељено је место без административног статуса у америчкој савезној држави Пенсилванија.

## Демографија
По попису из 2010. године број становника је 6.694, што је 75 (1,1%) становника више него 2000. године.
| Група             | 2000.         | 2010.         |
| Белци             | 6.168 (93,2%) | 6.056 (90,5%) |
| Афроамериканци    | 169 (2,6%)    | 205 (3,1%)    |
| Азијати           | 125 (1,9%)    | 114 (1,7%)    |
| Хиспаноамериканци | 112 (1,7%)    | 245 (3,7%)    |
| Укупно            | 6.619         | 6.694         |